# Emmy van Swoll
Emmy van Swoll (Zwolle, 6 augustus 1897 – Amsterdam, 27 mei 1990) was een Nederlands actrice.

## Biografie
Haar oorspronkelijke naam was jonkvrouw Emma Elisabeth Petronella van Lidth de Jeude. Zij gebruikte als artiestennaam  Emmy van Swoll. Ook komt haar naam voor als van Swol. Van Swoll debuteerde in 1940 op 43-jarige leeftijd bij de "Vereenigde Haagsche Spelers" van Pierre Balledux. 
Aanvankelijk was zij verbonden aan diverse toneelgezelschappen, maar na twintig jaar werd ze freelancer en werkte ze voor televisie en film. In de tv-serie Swiebertje had ze in seizoen 1962/1963 een gastrol als barones Henriëtte van Troetelaer tot Stoethaspel. In 1978  speelde ze de rol van Slotmarieke Nefkens in de tv-serie Dagboek van een Herdershond.
In 1981, inmiddels 84 jaar oud, speelde ze in de speelfilm Het meisje met het rode haar en de speelfilm Twee vorstinnen en een vorst in de rol van grootmoeder.

### Familie
Haar ouders waren jonkheer Everard Johan Karel van Lidth de Jeude (1851-1937), directeur der posterijen in Zwolle, en Clara Cornelia Rouffaer (1862-1950). Ze trouwde in 1921 met mr. Jacob Petrus Ekker (1893-1947), secretaris van de Octrooiraad, en in 1942 met acteur Josephus Johannes Marie Liesting (1896-1951), die bij het Hofstadtoneel en de Nederlandse Comedie speelde en die ook enkele filmrollen vervulde, zoals in Morgen gaat 't beter!, Een koninkrijk voor een huis en Willem van Oranje.
Van Swoll overleed op 92-jarige leeftijd in Amsterdam. Zij ligt —  als E. Liesting-van Lidth de Jeude — begraven op de Nieuwe Oosterbegraafplaats te Amsterdam.